# 贝尼方丹
贝尼方丹（法語：Bénifontaine，法語發音：[benifɔ̃tɛn]）是法国上法蘭西大區加来海峡省的一个市镇，属于朗斯区。

## 地名
“方丹”（Fontaines）意为“泉”。法语地名通名在“枫丹白露”（Fontainebleau）等少数拥有传统译名的地名中译作“枫丹”，不过在《世界地名翻译大辞典》、《世界地名译名词典》和《法国地图册》等主流地名译名类书籍资料中多译作“方丹”。

## 地理
贝尼方丹（50°29'13"N, 2°49'49"E）面积4.24 平方千米，位于法国上法蘭西大區加来海峡省，该省份为法国北部沿海省份，西北濒北海，南至索姆省，东临北部省。
与贝尼方丹接壤的市镇（或旧市镇、城区）包括：万格勒、于吕、洛斯昂戈埃勒、旧旺丹。
贝尼方丹的时区为UTC+01:00、UTC+02:00（夏令时）。

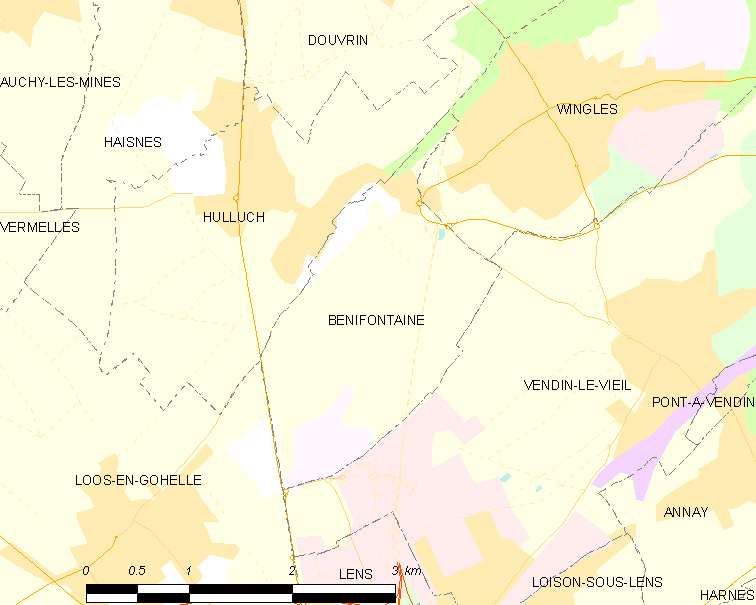
贝尼方丹的OSM定位图

## 行政
贝尼方丹的邮政编码为62410，INSEE市镇编码为62107。

## 政治
贝尼方丹所属的省级选区为万格勒县。

## 人口

1962-2008年间贝尼方丹人口变化图示

贝尼方丹于2022年1月1日时的人口数量为337人。